# Gerard McSorley
Gerard McSorley (Omagh, 1950) é um ator irlandês de teatro, televisão e cinema. 
Ele nasceu em Omagh, no Condado de Tyrone, Irlanda do Norte e, depois de estudar na Christian Brothers School na sua cidade natal, ele foi para o St. Columb's College, em Derry. Seguiu então para a Queen's University, Belfast, onde foi ensinado por, entre outros, Seamus Heaney. Atualmente reside em Gweedore, no Condado de Donegal. 
Ele passou grande parte da sua carreira trabalhando no teatro, nomeadamente no Abbey Theatre, em Dublin. Depois de desempenhar Michael Evans no original West End e nas produção da Broadway Dancing at Lughnasa, no início de 1990, McSorely começou a atrair mais papéis para televisão e cinema. Ele já apareceu em muitos filmes de Hollywood, como Braveheart e In the Name of the Father. Um dos seus mais célebres desempenhos foi o seu papel principal em Omagh, um drama para televisão mostrando o efeito do atentado de Omagh sobre os moradores da cidade. Ele também é conhecido por interpretar "Father Todd Unctous" num episódio do Canal 4 Father Ted. McSorley mais recentemente, desempenhou o papel de Robert Aske na série dramática da Showtime The Tudors. 

## Trabalhos

### Cinema
- Swansong: Story of Occi Byrne (2009)
- Wide Open Spaces (2009)
- Town Creek (2009)
- Rip & the Preacher (2008)
- Mr Crocodile in the Cupboard (2008)
- Anton (2008)
- Hesitation (2007)
- The Front Line (2006)
- Middletown (2006)
- Tell It To The Fishes (2006)
- The Constant Gardener (filme) (2004)
- Inside I'm Dancing (2004)
- The Halo Effect (2004)
- Omagh (2004)
- Dead Bodies (2003)
- eronica Guerin (2003)
- The Wayfarer (2003)
- Bloody Sunday(2002)
- On The Edge (2001)
- Do Armed Robbers Have Love Affairs? (2001)
- Ordinary Decent Criminal (2000)
- Angela's Ashes (1999)
- Agnes Browne (1999)
- Felicia's Journey (1997)
- Dancing at Lughnasa (1998)
- The Boxer (1997)
- The Butcher Boy (1997)
- The Serpent's Kiss (1997)
- Michael Collins (1996)
- Some Mother's Son (1996)
- Nothing personal (1995)
- Braveheart (1995)
- An awfully big adventure (1995)
- Moondance (1995)
- Widows Peak (1994)
- Words Upon the Window Pane (1994)
- In the Name of the Father (1993)
- Some Mothers Son (1996)
- Taffin (1988)
- Angel (1982)
- Withdrawl (1982)
- SOS Titanic (1979)

### Televisão
- The Tudors (2009)
- The Savage Eye (2009)
- Striapacha (2008)
- Damage (2007)
- Teenage Cics (2006)
- Vicious Circle (1999)
- Making The Cut (1998)
- A Christmassy Ted (1996)
- Kidnapped (1995)
- The Governor (1995)
- The Hanging Gale (1995)
- Runway One (1995)
- Shakespeare: The Animated Tales (1994)
- The Investigation: Inside a Terrorist Bombing (1990)
- Act of Betrayal (1988)
- Lapsed Catholics (1987)
- The Rockingham Shoot (1987)
- Bergerac (1985)
- The Irish R.M. (1984)
- Play for Tomorrow (1982)